# Scybalocanthon zischkai
Scybalocanthon zischkai är en skalbaggsart som beskrevs av Martinez 1949. Scybalocanthon zischkai ingår i släktet Scybalocanthon och familjen bladhorningar. Inga underarter finns listade i Catalogue of Life.